# Nehalennia pallidula
Nehalennia pallidula là một loài chuồn chuồn kim trong họ Coenagrionidae.
Loài này được xếp vào nhóm loài sắp bị đe dọa trong sách Đỏ của IUCN năm 2007.
Nehalennia pallidula được Calvert miêu tả khoa học năm 1913.